# Challenge mondial IAAF
Le Challenge mondial IAAF (IAAF World Challenge en anglais) est une compétition annuelle d'athlétisme organisée par l'IAAF depuis 2010. Les différents meetings figurant au programme sont classés par la fédération internationale d'athlétisme en deuxième catégorie, après ceux de la Ligue de diamant. Le circuit du Challenge mondial est remplacé en 2020 par le World Athletics Continental Tour.

## Éditions
| Meeting                                     | Ville     | 2010 | 2011 | 2012 | 2013 | 2014 | 2015 | 2016 | 2017 | 2018 | 2019 | Total |
| ------------------------------------------- | --------- | ---- | ---- | ---- | ---- | ---- | ---- | ---- | ---- | ---- | ---- | ----- |
| Golden Spike Ostrava                        | Ostrava   | X    | X    | X    | X    | X    | X    | X    | X    | X    | X    | 10    |
| Fanny Blankers-Koen Games                   | Hengelo   | X    | X    | X    | X    | X    | X    | X    | X    | X    | X    | 10    |
| ISTAF                                       | Berlin    | X    | X    | X    | X    | X    | X    | X    | X    | X    | X    | 10    |
| Mémorial Hanžeković                         | Zagreb    | X    | X    | X    | X    | X    | X    | X    | X    | X    | X    | 10    |
| Golden Grand Prix                           | Kawasaki  | X    | X    | X    | X    | X    | X    | X    | X    | X    | X    | 10    |
| Grande Premio Brasil Caixa de Atletismo     | Belém     | X    | X    | X    | X    | X    |      | X    | X    | X    | X    | 9     |
| Jamaica International Invitational          | Kingston  |      | X    | X    | X    | X    | X    | X    | X    | X    | X    | 9     |
| Meeting d'athlétisme de Madrid              | Madrid    | X    | X    | X    | X    | X    | X    | X    | X    | X    |      | 9     |
| Meeting de Rieti                            | Rieti     | X    | X    | X    | X    | X    | X    | X    |      |      |      | 7     |
| Melbourne Track Classic                     | Melbourne | X    | X    | X    | X    | X    | X    | X    |      |      |      | 7     |
| Meeting international d'athlétisme de Dakar | Dakar     | X    | X    |      | X    | X    | X    | X    |      |      |      | 6     |
| Meeting international Mohammed-VI           | Rabat     | X    | X    | X    | X    | X    | X    |      |      |      |      | 6     |
| Ponce Grand Prix                            | Ponce     | X    | X    | X    | X    | X    | X    |      |      |      |      | 6     |
| World Challenge de Pékin                    | Pékin     |      |      |      | X    | X    | X    | X    |      |      |      | 4     |
| Colorful Daegu Pre-Championships            | Daegu     | X    | X    | X    |      |      |      |      |      |      |      | 3     |
| Challenge de Moscou                         | Moscou    |      |      | X    | X    | X    |      |      |      |      |      | 3     |
| Mémorial Znamensky                          | Joukovski | X    | X    |      |      |      |      |      |      |      |      | 2     |
| Paavo Nurmi Games                           | Turku     |      |      |      |      |      |      |      | X    | X    | X    | 3     |
| IAAF World Challenge Nanjing                | Nankin    |      |      |      |      |      |      |      |      |      | X    | 1     |

## Historique

### 2018
| Date                  | Meeting                                 | Ville             | Pays      |
| --------------------- | --------------------------------------- | ----------------- | --------- |
| 19 mai 2018           | Jamaica International Invitational      | Kingston          | Jamaïque  |
| 20 mai 2018           | Golden Grand Prix                       | Osaka             | Japon     |
| 3 juin 2018           | FBK-Games                               | Hengelo           | Pays-Bas  |
| 5 juin 2018           | Paavo Nurmi Games                       | Turku             | Finlande  |
| 13 juin 2018          | Golden Spike Ostrava                    | Ostrava           | Tchéquie  |
| 22 juin 2018          | Meeting d'athlétisme de Madrid          | Madrid            | Espagne   |
| 8 juillet 2018        | Grande Premio Brasil Caixa de Atletismo | Bragança Paulista | Brésil    |
| 2 septembre 2018      | ISTAF Berlin                            | Berlin            | Allemagne |
| 3 et 4 septembre 2018 | Mémorial Hanžeković                     | Zagreb            | Croatie   |

### 2019
| Date               | Meeting                                 | Ville             | Pays      |
| ------------------ | --------------------------------------- | ----------------- | --------- |
| 4 mai 2019         | Jamaica International Invitational      | Kingston          | Jamaïque  |
| 18 mai 2019        | Grande Premio Brasil Caixa de Atletismo | Bragança Paulista | Brésil    |
| 19 mai 2019        | Golden Grand Prix                       | Osaka             | Japon     |
| 9 juin 2019        | FBK-Games                               | Hengelo           | Pays-Bas  |
| 14 juin 2019       | Paavo Nurmi Games                       | Turku             | Finlande  |
| 20 juin 2019       | Golden Spike Ostrava                    | Ostrava           | Tchéquie  |
| 7 juillet 2019     | Meeting d'athlétisme de Madrid          | Madrid            | Espagne   |
| 1er septembre 2019 | ISTAF Berlin                            | Berlin            | Allemagne |
| 3 septembre 2019   | IWC Mémorial Hanžeković                 | Zagreb            | Croatie   |